# SM U-93
O SM U-93 foi um submarino alemão da classe U-93, usado durante a Primeira Guerra Mundial pela Kaiserliche Marine . Foi lançado ao mar em 15 de dezembro de 1916 e desapareceu em 15 de janeiro de 1918 sem deixar sobreviventes.
Participou de 5 patrulhas entre abril de 1917 e janeiro de 1918. Afundou e danificou 36 navios, entre outros  o navio mercante brasileiro Macau em 23 de outubro de 1917, perto da costa espanhola  .

## Subordinação
- 5 de Abril de 1917 - 15 de Janeiro de 1918 - IV Flotilha